# Грицай, Олег Анатольевич
Оле́́г Анато́льевич Грица́й (укр. Олег Анатолійович Грицай; 26 сентября 1974, Чернигов, УССР, СССР) — украинский футболист, нападающий, полузащитник, один из лучших голеадоров первой лиги Украины.

## Карьера
Воспитанник черниговского футбола, вместе с братом занимался в местной СДЮШОР у тренера В. Н. Подгорного. После её окончания играл в любительской лиге.
В 1994 году перешёл в черкасский «Днепр», который выступал в первой лиге. Дебютировал на профессиональном уровне 10 апреля 1994 года в матче «Днепр» (Черкассы) — «Электрометаллург НЗФ». Свой первый гол в профессиональной карьере, забил 5 мая 1996 года в ворота клуба «Ратуша». Становился лучшим бомбардиром Первой лиги в сезонах 1997/98 — (22 гола) и 1998/99 — (19 голов), где разделил лавры лучшего голеадора с Геннадием Скиданом из СК «Николаев».
В 2000 году, вместе с младшим братом Александром, который к тому времени так же выступал за черкасскую команду, перебрался в более титулованный днепропетровский «Днепр». Но в высшей лиге карьера сложилась не столь удачно, где Олег смог отличиться только раз, забив запорожскому «Металлургу».
Так и не закрепившись в основном составе днепропетровского клуба, продолжил карьеру в клубах первой и второй лиг, но так и не смог выйти на прежний бомбардирский уровень, после чего окончательно вернулся в Черкассы.
Закончил активные выступления в 2008 году, в любительском клубе «Ходак», где был его капитаном.

## Статистика
| Сезон   | Клуб               | Лига        | Чемпионат | Чемпионат | Кубок | Кубок |
| Сезон   | Клуб               | Лига        | Игры      | Голы      | Игры  | Голы  |
| ------- | ------------------ | ----------- | --------- | --------- | ----- | ----- |
| 1992/93 | Чексил             | ААФУ        | 1         | 0         | —     | —     |
| 1993/94 | Чексил             | ААФУ        | 7         | 0         | —     | —     |
| 1993/94 | Днепр (Черкассы)   | Первая лига | 9         | 0         | —     | —     |
| 1994/95 | Днепр (Черкассы)   | Первая лига | 37        | 0         | 1     | 0     |
| 1995/96 | Днепр (Черкассы)   | Первая лига | 20        | 0         | 2     | 0     |
| 1995/96 | Кристалл (Чортков) | Первая лига | 21        | 2         | —     | —     |
| 1996/97 | Спартак И-Фр       | высшая лига | 12        | 0         | 1     | 0     |
| 1996/97 | Черкассы           | Первая лига | 21        | 6         | —     | —     |
| 1997/98 | Черкассы           | Первая лига | 42        | 22        | 2     | 1     |
| 1998/99 | Черкассы           | Первая лига | 36        | 19        | 6     | 2     |
| 1999/00 | Черкассы           | Первая лига | 17        | 13        | —     | —     |
| 1999/00 | Днепр Дн-ск        | Высшая лига | 7         | 0         | 2     | 0     |
| 1999/00 | Днепр-2            | Вторая лига | 7         | 3         | —     | —     |
| 2000/01 | Днепр Дн-ск        | Высшая лига | 5         | 1         | —     | —     |
| 2000/01 | Днепр-2            | Первая лига | 2         | 0         | —     | —     |
| 2000/01 | Днепр-3            | Вторая лига | 2         | 0         | —     | —     |
| 2001/02 | Нафком             | Вторая лига | 15        | 3         | —     | —     |
| 2001/02 | Полесье            | Первая лига | 7         | 0         | 1     | 0     |
| 2002/03 | Десна              | Вторая лига | 11        | 0         | —     | —     |
| 2003/04 | Днепр (Черкассы)   | Вторая лига | 14        | 2         | 1     | 1     |
| 2006    | Ходак              | ААФУ        | 10        | 1         | —     | —     |
| 2007    | Ходак              | ААФУ        | 8         | 2         | —     | —     |
| 2008    | Ходак              | ААФУ        | 6         | 1         | —     | —     |

## Достижения
- Лучший бомбардир Первой лиги Украины: (2) 1997/98 — 22 гола , 1998/99 — 19 голов